# Championnats du monde de BMX 2018
Navigation
Édition précédente Édition suivante
Les championnats du monde de BMX 2018, vingt-troisième édition des championnats du monde de BMX organisés par l'Union cycliste internationale, ont lieu du 5 au 9 juin 2018, sur le Véloparc de Bakou, en Azerbaïdjan.

## Podiums
| Épreuves            | Or             | Argent              | Bronze          |
| ------------------- | -------------- | ------------------- | --------------- |
| Épreuves masculines |                |                     |                 |
| Course élites       | Sylvain André  | Joris Daudet        | Anderson Souza  |
| Course juniors      | Léo Garoyan    | Juan Camilo Ramírez | Mauricio Molina |
| Épreuves féminines  |                |                     |                 |
| Course élites       | Laura Smulders | Merel Smulders      | Judy Baauw      |
| Course juniors      | Indy Scheepers | Zoé Claessens       | Gabriela Bolle  |

## Tableau des médailles
| Rang  | Nation   | Or | Argent | Bronze | Total |
| ----- | -------- | -- | ------ | ------ | ----- |
| 1     | Pays-Bas | 2  | 1      | 1      | 4     |
| 2     | France   | 2  | 1      | 0      | 3     |
| 3     | Colombie | 0  | 1      | 1      | 2     |
| 4     | Suisse   | 0  | 1      | 0      | 1     |
| 5     | Brésil   | 0  | 0      | 1      | 1     |
| 5     | Chili    | 0  | 0      | 1      | 1     |
| Total | Total    | 4  | 4      | 4      | 12    |